# Faith Freedom International
Faith Freedom International (FFI) är en webbplats som är kritisk till islam. FFI definierar sig själv som gräsrötterna till en världsvid rörelse bland ex-muslimer och för dem som är oroade över det islamiska hotet.
Enligt webbplatsen skapades FFI av Ali Sina, en icke praktiserande iransk muslim bosatt i Kanada. Han menar att ”Iden om att islam kan bli reformerat är en vanföreställning”. ”Det är som att vi skulle säga att nazismen skulle kunna reformeras och bli ett underbart parti”. På webbplatsen har Ali Sina deklarerat att han kommer att ta bort webbplatsen om mycket som konstateras är fel. FFI är nämnt i hans bok.